# Aberdour Kirk

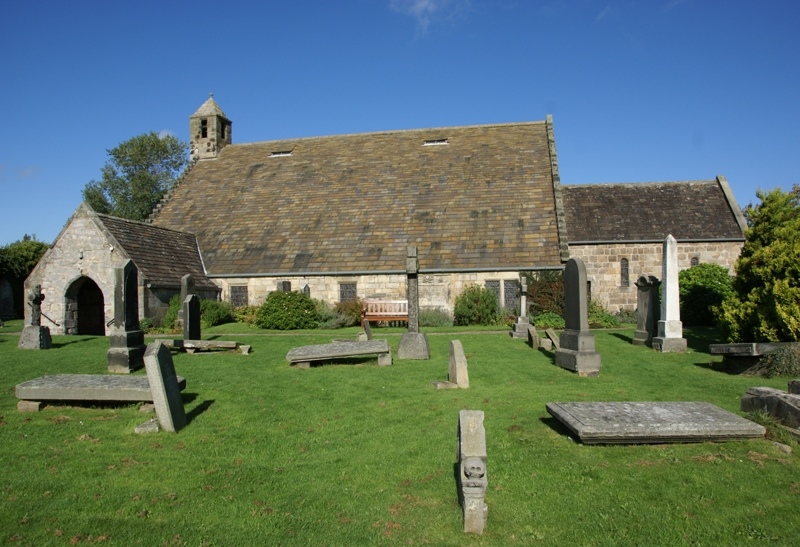
Aberdour Kirk

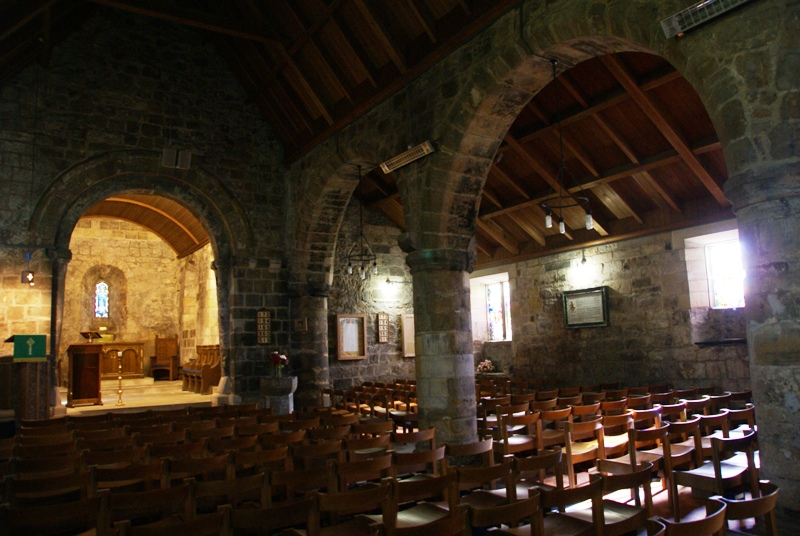
Innenraum

Die Aberdour Kirk ist ein Kirchengebäude der presbyterianischen Church of Scotland in der schottischen Ortschaft Aberdour in der Council Area Fife. 1973 wurde das romanische Bauwerk als Einzeldenkmal in die schottischen Denkmallisten in der höchsten Denkmalkategorie A aufgenommen.

## Geschichte
Das exakte Baujahr der im 12. Jahrhundert erbauten Aberdour Kirk ist nicht überliefert. Mit der Gründung der Inchcolm Abbey im Jahre 1123 stattete Alexander I. die Abtei mit dem Grund in Aberdour zur Errichtung einer Kirche aus. Der früheste schriftliche Beleg der Aberdour Kirk stammt aus dem Jahre 1178.
Im Laufe des 15. Jahrhunderts wurde die Kirche überarbeitet und erweitert. Neben dem Anbau an der Südseite wurde der Boden des Langhauses abgesenkt. Dem Landherrn James Douglas, 1. Earl of Morton presste die Kirche 1474 ein im Norden angrenzendes Grundstück ab, um dort ein Lager für die Pilger zu errichten, die zu dem Brunnen mit heilkräftigem Wasser zur Heilung von Augenkrankheiten an der Kirche wanderten. Der zwischenzeitlich trockengefallene Brunnen ist heute nicht mehr zugänglich. 1486 wurde die Kirche den Franziskanerinnen zugeschlagen.
Die Aberdour Kirk sah im 16. Jahrhundert einige Veränderungen. Die Giebel wurden erhöht und gestuft, um eine steilere Dachneigung zu ermöglichen. Auch das gotische Fenster im Westgiebel stammt aus dieser Zeit. Im späten 18. Jahrhundert fühlte sich die in Aberdour House residierende Gräfin von Morton derart von den Pilgermassen an der Kirche belästigt, dass sie die Errichtung einer neuen Kirche in weiterer Entfernung zu ihrer Residenz beauftragte. Die Aberdour Kirk wurde 1790 obsolet und verfiel im Laufe des 19. Jahrhunderts zu einer Ruine. Auf Betreiben des Gemeindepfarrers wurde die Aberdour Kirk 1925 restauriert und seitdem wieder als Pfarrkirche genutzt. Der Kirchenbau aus dem Jahr 1790 dient heute als Gemeindehalle.